# Liste der Kulturdenkmale in Büsum
In der Liste der Kulturdenkmale in Büsum sind alle Kulturdenkmale der schleswig-holsteinischen Gemeinde Büsum (Kreis Dithmarschen) aufgelistet (Stand: 14. April 2025).

## Legende
In den Spalten befinden sich folgende Informationen:
- Objekt-ID: die Nummer des Kulturdenkmales
- Lage: die Adresse des Kulturdenkmales und die geographischen Koordinaten. Kartenansicht, um Koordinaten zu setzen. In der Kartenansicht sind Kulturdenkmale ohne Koordinaten mit einem roten Marker dargestellt und können in der Karte gesetzt werden. Kulturdenkmale ohne Bild sind mit einem blauen Marker gekennzeichnet, Kulturdenkmale mit Bild mit einem grünen Marker.
- Offizielle Bezeichnung: Bezeichnung des Kulturdenkmales
- Beschreibung: die Beschreibung des Kulturdenkmales
- Bild: ein Bild des Kulturdenkmales

## Sachgesamtheiten
| Objekt-ID      | Lage                                       | Offizielle Bezeichnung | Beschreibung | Bild                             |
| -------------- | ------------------------------------------ | ---------------------- | --- | -------------------------------- |
| 40541 Wikidata | Kirchenstraße (54° 7′ 47″ N, 8° 51′ 40″ O) | Kirche St. Clemens     | Aktualisierung vorgesehen - Begründung: geschichtlich, künstlerisch, städtebaulich, Kulturlandschaft prägend - Schutzumfang: Kirche St. Clemens mit Ausstattung, Glockenturm mit Ehrenhalle, Kirchhof, Grabmale bis 1870, Einfriedung, Baumkranz | weitere Fotos \| Fotos hochladen |

## Bauliche Anlagen
| Objekt-ID     | Lage                                              | Offizielle Bezeichnung             | Beschreibung | Bild                             |
| ------------- | ------------------------------------------------- | ---------------------------------- | --- | -------------------------------- |
| 8184 Wikidata | Am Museumshafen 19 (54° 7′ 37″ N, 8° 51′ 30″ O)   | Leuchtturm „Büsum“                 | Der Leuchtturm befindet sich in der Nähe des kleinen Fischerei-, Museums- und Seezeichenhafens nahe dem Ortszentrum der Gemeinde Büsum (Amt Büsum-Wesselburen). Der Vorgängerbau war ein 1875 errichtetes hölzernes Bauwerk mit einer Laterne, die hinaufgezogen werden musste. Der heutige Turm wurde in den Jahren 1912/1913 als Leit- und Orientierungsfeuer errichtet und besitzt eine Höhe von 21,4 Metern. Die Feuerhöhe liegt auf 22 Metern über dem mittleren Tidehochwasser und die Tragweite beträgt bis zu 19 Seemeilen. Alteintragung (Aktualisierung vorgesehen) - Begründung: Alteintragung (Aktualisierung vorgesehen) - Schutzumfang: Alteintragung (Aktualisierung vorgesehen) - Denkmaltyp: Bauliche Anlage | weitere Fotos \| Fotos hochladen |
| 8182          | Hafenstraße 2 (54° 7′ 46″ N, 8° 51′ 38″ O)        | "Alte Post"                        | „Alte Post“; 18./19. Jh.; eingeschossiger geschlämmter Backsteinbau, breit gelagert mit pfannengedecktem Halbwalmdach, im Innern historische wandfeste Ausstattung und historisierende Gastraumausstattung des frühen 20. Jhs. - Begründung: geschichtlich, städtebaulich - Schutzumfang: "Alte Post", - Denkmaltyp: Bauliche Anlage | weitere Fotos \| Fotos hochladen |
| 4030 Wikidata | Kaiser-Wilhelm-Platz (54° 7′ 47″ N, 8° 51′ 37″ O) | Rathaus                            | Das Rathaus wurde von 1914 bis 1915 von C. Mannhardt aus Kile erbaut. Es ist ein zweigeschossiges Haus im barocken Stil. Alteintragung (Aktualisierung vorgesehen) - Begründung: Alteintragung (Aktualisierung vorgesehen) - Schutzumfang: Alteintragung (Aktualisierung vorgesehen) - Denkmaltyp: Bauliche Anlage | weitere Fotos \| Fotos hochladen |
| 31421         | Kaiser-Wilhelm-Platz (54° 7′ 48″ N, 8° 51′ 37″ O) | Kriegerdenkmal                     | Kriegerdenkmal; 1926, von Johann Hebbel und E. Becker, Brand HBG-Keramik Memerstorf; mit braun glasierten Terracotta-Elementen verkleideter quaderförmiger Sarkophag mit umlaufendem Fries auf breitem Sockel mit Inschrift, auf diesem Tiefrelief eines sterbenden Soldaten, flankierend Datierung 1914-1918, rückseitig drei Wappen, das mittlere mit Bezeichnung; nach dem Zweiten Weltkrieg Ergänzung für die Gefallenen 1939-1945 - Begründung: geschichtlich, künstlerisch - Schutzumfang: Kriegerdenkmal, - Denkmaltyp: Bauliche Anlage | weitere Fotos \| Fotos hochladen |
| 3360          | Kirchenstraße (54° 7′ 47″ N, 8° 51′ 40″ O)        | Kirche St. Clemens mit Ausstattung | Die evangelische Kirche ist das erste Mal im Jahre 1140 als Kirche erwähnt worden. Der Dachreiter wurde im Jahre 1863 hinzugefügt. Im Inneren befindet sich eine Bronzetaufe aus dem 13. Jahrhundert. Alteintragung (Aktualisierung vorgesehen) - Begründung: geschichtlich, künstlerisch, städtebaulich - Schutzumfang: Kirche St. Clemens mit Ausstattung, Glockenturm mit Ehrenhalle - Denkmaltyp: Bauliche Anlage, Sachgesamtheit: Kirche St. Clemens | weitere Fotos \| Fotos hochladen |
| 51465         | Straße am Hafen (54° 7′ 38″ N, 8° 51′ 32″ O)      | Hafenkran                          | Hafenkran; 1921; stationäre, auf Betonsockel montierte Krananlage mit geschraubter Konstruktion, Kurbelgetriebe und Handwinden, situiert am östlichen Beckenrand des Museumshafens - Begründung: geschichtlich, städtebaulich, technisch - Schutzumfang: gesamtes Objekt - Denkmaltyp: Bauliche Anlage | weitere Fotos \| Fotos hochladen |

## Gründenkmale
| Objekt-ID      | Lage                                       | Offizielle Bezeichnung | Beschreibung | Bild            |
| -------------- | ------------------------------------------ | ---------------------- | --- | --------------- |
| 19627 Wikidata | Kirchenstraße (54° 7′ 47″ N, 8° 51′ 40″ O) | Kirchhof               | Alteintragung (Aktualisierung vorgesehen) - Begründung: geschichtlich, Kulturlandschaft prägend - Schutzumfang: Kirchhof, Grabmale bis 1870, Einfriedung, Baumkranz - Denkmaltyp: Gründenkmal, Sachgesamtheit: Kirche St. Clemens | Fotos hochladen |

## Bewegliche Kulturdenkmale
| Objekt-ID      | Lage                                      | Offizielle Bezeichnung        | Beschreibung                                                                                                  | Bild                             |
| -------------- | ----------------------------------------- | ----------------------------- | --- | -------------------------------- |
| 21806 Wikidata | Museumshafen (54° 7′ 37″ N, 8° 51′ 32″ O) | Expeditionsschiff „Feuerland“ | Expeditionsschiff - Begründung: geschichtlich, wissenschaftlich - Schutzumfang: Expeditionsschiff „Feuerland“ | weitere Fotos \| Fotos hochladen |

## Quelle
- Liste der Kulturdenkmale in Schleswig-Holstein – Kreis Dithmarschen (PDF)

- Karte mit allen Koordinaten:
- OSM |
- WikiMap